# Helen Hall Jennings
Helen Hall Jennings, née le 20 septembre 1905 et morte le  4 octobre 1966, est une psychologue et sociologue, pionnière dans le domaine des réseaux sociaux au début du XXe siècle. Elle a développé des méthodes de recherche quantitatives utilisées pour étudier la sociométrie, une méthode quantitative pour mesurer les relations sociales. Ce travail est cité comme étant la naissance de l'analyse des réseaux sociaux.

## Carrière
Jennings obtient en 1927 un bachelor of Letters du New Jersey College for Women (maintenant connu sous le nom de Douglass Residential College de l'université Rutgers) ,,.
Elle poursuit ses études supérieures en psychologie à l'université de Columbia et se spécialise dans la conception de recherches empiriques. Alors qu'elle travaille dans le laboratoire du psychologue Gardner Murphy (en), elle rencontre Jacob L. Moreno. Grâce à sa connaissance des méthodes de recherche quantitative et des statistiques, Jennings travaille avec Moreno pour développer une approche empirique de la recherche sur les réseaux sociaux. Ensemble, ils étudient comment « les relations sociales affectent le bien-être psychologique » et ils « utilisent des méthodes quantitatives pour étudier la structure des groupes et les positions des individus au sein des groupes ».
Les recherches de Jennings et Moreno à Sing Sing et à la New York Training School for Girls (en)  « impliquent une collecte et une analyse systématiques de données » et aboutissent à deux ouvrages publiés : Application of the Group Method to Classification in 1932 et Who Shall Survive? A New Approach to the Problem of Human Interrelations en 1934. L'approche consistant à utiliser des données quantitatives pour étudier et mesurer les relations au sein de groupes de personnes abouti au développement de la sociométrie. Jennings et Moreno sont également les premiers à utiliser un modèle de réseau stochastique (ou « sociogramme du hasard », comme ils l'appelent), antérieur au Erdős–Rényi model (en) et au modèle de réseau d'Anatol Rapoport.
En 1931, Jennings obtient une maîtrise ès arts de l'université de Columbia portant sur « La nature du pathétique ». À cette époque, elle vit à Stelton, New Jersey. En 1943, Jennings termine sa thèse de doctorat intitulée Leadership and Isolation: A Study of Personality in Interpersonal Relations,  finalement publiée par Longman, Greens, and Company. Dans Leadership and Isolation, elle s'efforce d'examiner la fréquence à laquelle les leaders et les isolats choisis apparaissent dans une population. Il s'agit d'une continuation de l'analyse des données recueillies à la New York Training School for Girls. On demande aux participants à la recherche avec qui ils aimeraient travailler et avec qui ils aimeraient vivre. Huit mois plus tard, il y avait peu de changement dans les leaders sélectionnés et les isolats.
Benjamin Karpman (en), psychiatre, décrit l'importance des recherches de Jennings dans une recension de la première édition de Leadership and Isolation pour le Journal of Clinical Psychology. Karpman termine son article en encourageant tous les psychiatres à lire le livre de Jennings, déclarant qu'il « offre l'analyse la plus profonde du leadership et de l'isolement dans le processus social qu'il ait découverte dans le domaine de la psychologie sociale ».
Une deuxième édition de Leadership and Isolation est publiée par Longman, Greens, and Company en 1950. Morris Janowitz, un des fondateurs de la sociologie militaire, fait une recension du livre pour l'American Journal of Sociology. Dans sa critique, Janowitz écrit que Leadership and Isolation « peut être considéré comme une étude empirique ingénieuse qui a contribué à façonner la sociométrie comme outil de recherche ».

Selon le sociologue structural Linton Freeman (en), les méthodes empiriques développées par Jennings et appliquées dans les études sociométriques de Moreno ont jeté les bases de futures recherches sur les réseaux sociaux. Il aboutit à la conclusion que Jennings a joué un rôle déterminant dans la recherche empirique effectuée à l'appui des théories de Moreno

« Mon propre soupçon est que les contributions de Jennings étaient immenses. Moreno n'avait aucune formation en recherche et jusqu'à présent, il n'avait montré aucun intérêt pour la recherche systématique. Toutes ses publications antérieures étaient rédigées dans un mysticisme lourd. Mais ses œuvres les plus récentes – celles produites au cours de sa collaboration avec Jennings – étaient relativement systématiques et étaient, pour la première fois, empiriquement fondées. La conclusion évidente est que, bien que les idées intuitives soient venues de Moreno, la recherche achevée et les publications se sont fortement inspirées des contributions de Jennings. Jennings, semble-t-il, n'était pas seulement une collaboratrice, mais elle était, selon les termes de Moreno, une "muse" très puissante »

## Œuvres principales
- Jacob L. Moreno, Helen H. Jennings, Laurent Beauguitte, Françoise Bahoken. Moreno et Jennings, 1938, Statistics of social configurations. Traduction commentée: Version traduite et commentée. 2023. ⟨hal-03963403⟩
- Jennings, Helen Hall. (1947). Sociometry of Leadership: Based on the Differentiation of Psychegroup and Sociogroup. Maison Phare.(OCLC 3954870)
- Jennings, Helen Hall. (1950). Leadership et isolement : une étude de la personnalité dans les relations interpersonnelles . New York : Longman, Verts et Compagnie.(OCLC 217786)
- Jennings, Helen Hall. (1959). Sociométrie dans les relations de groupe: un manuel pour les enseignants. Conseil américain sur l'éducation.(OCLC 255156) (ASIN B000WL0G9C)